# Chalimbiekauł
Chalimbiekauł (ros. Халимбекаул) – wieś w Rosji, w Dagestanie, w rejonie bujnakskim. W 2010 liczyła 5108 mieszkańców, głównie Kumyków.